# Europejski Instytut Walutowy
Europejski Instytut Walutowy, EIW, EMI (od ang. European Monetary Institute) – poprzednik Europejskiego Banku Centralnego. Instytucja ta została powołana po podpisaniu Traktatu o Unii Europejskiej w Maastricht. EIW działał od 1 stycznia 1994 do 1 stycznia 1999, kiedy to jego obowiązki przejął Europejski System Banków Centralnych.
Członkami EIW były banki centralne państw członkowskich. Rada EIW była niezależna, nie mogła zabiegać ani nie przyjmować instrukcji żadnej z instytucji Wspólnoty lub jej organów czy rządów państw członkowskich.
W skład Rady wchodził prezes oraz prezesi krajowych banków centralnych, z których jeden był jej wiceprezesem. Prezes był wybierany spośród osób o uznanym autorytecie i doświadczeniu zawodowym w dziedzinie finansów. Mianowały go rządy państw członkowskich na szczeblu szefów państw lub rządów na zalecenie, stosownie do sytuacji, Komitetu Prezesów lub Rady EIW oraz po konsultacji z Parlamentem Europejskim i Radą.
Pierwszym prezesem EIW został Alexandre Lamfalussy; potem zastąpił go na tym stanowisku Wim Duisenberg.

## Cele
Według statutu Europejski Instytut Walutowy miał się przyczynić do realizacji warunków koniecznych do przejścia do trzeciego etapu unii gospodarczej i walutowej, w szczególności przez:
- wzmocnienie koordynacji polityk pieniężnych państw członkowskich w celu zapewnienia stabilności cen
- zapewnienie przygotowania koniecznego do wprowadzenia Europejskiego Systemu Banków Centralnych, prowadzenia jednolitej polityki pieniężnej i przyjęcia jednej waluty podczas trzeciego etapu
- nadzorowanie rozwoju ECU.

## Funkcje
Zgodnie z artykułem 117 Traktatu o WE, Europejski Instytut Walutowy:
- umacnia współpracę między narodowymi bankami centralnymi
- usprawnia koordynację polityki pieniężnej państw członkowskich, dążąc do zapewnienia stabilności cen
- kontroluje funkcjonowanie europejskiego systemu walutowego
- udziela konsultacji w zakresie zagadnień podlegających kompetencjom narodowych banków centralnych i wpływających na stabilność instytucji i rynków finansowych
- przejmuje zadania Europejskiego Funduszu Współpracy Walutowej, który uległ rozwiązaniu
- ułatwia posługiwanie się ecu i nadzoruje stan jego rozwoju, w tym także sprawne funkcjonowanie systemu clearingowego ECU.

W celu przygotowania trzeciego etapu wprowadzania unii gospodarczej i walutowej, Europejski Instytut Walutowy:
- przygotowuje dokumenty i procedury konieczne do prowadzenia jednolitej polityki pieniężnej podczas trzeciego etapu
- wspiera harmonizację, gdzie jest to konieczne, zasad i praktyk rządzących gromadzeniem, opracowywaniem i rozpowszechnianiem danych statystycznych w dziedzinach należących do jego kompetencji
- przygotowuje zasady operacji, które będą podejmowane przez narodowe banki centralne w ramach Europejskiego Systemu Banków Centralnych
- wspiera sprawny przebieg płatności transgranicznych
- nadzoruje techniczne przygotowanie banknotów wspólnej waluty.

Oprócz tego Europejski Instytut Walutowy może formułować opinie lub zalecenia, które dotyczą:
- ogólnych kierunków polityki pieniężnej i polityki kursów walut, a także związanych z nimi środków, wprowadzanych w każdym państwie członkowskim
- kierunków działań mogących wpływać na wewnętrzną lub zewnętrzną sytuację walutową we Wspólnocie, a zwłaszcza na funkcjonowanie europejskiego systemu walutowego
- realizacji polityki pieniężnej przez państwa członkowskie.